# Fundação da Criança e do Adolescente do Pará
A Fundação de Atendimento Socioeducativo do Pará (acrônimo FASEPA, inicialmente chamada "Fundação do Bem-Estar Social do Pará", Fbesp), é um órgão governamental brasileiro do tipo fundação criado em 1967, sediada no município brasileiro de Belém (estado do Pará), que trabalha com as medidas socioeducativas com o público infanto-juvenil que cometeram uma infração (faixa etária de 13 à 17 anos), seguindo a política dos direitos humanos e política de proteção integral e desenvolvimento social do Estatuto da Criança e do Adolescente (ECA).
As medidas socioeducativas são medidas pedagógicas aplicadas nos menores de idade que busca inibir a reincidência na atividade de infração. 
A Fasepa possui unidades socioeducativas nos municípios da Região Metropolitana de Belém e nos principais municípios do interior do estado do Pará.

## História
Esta fundação, criada em 1967, teve três denominações, inicialmente teve a denominação "Fundação do Bem-Estar Social do Pará" (Fbesp); em 1993 mudou para "Fundação da Criança e do Adolescente do Pará" (Funcap); em 2011 recebeu a denominação atual de "Fundação de Atendimento Socioeducativo do Pará" (Fasepa), devido reestruturação administrativa do Poder Executivo no Pará.
No Pará a Fbesp surge a partir da proposta do serviço social do gabinete do então governador Alacid Nunes (1966-1971), ao consider a situação de vulnerabilidade social que parte da população enfrentava nesse período, em especial os menores (infratores e abandonados). A Fbesp teve seu início relacionado com o fechamento de uma instituição de atendimento aos menores, o Educandário Nogueira de Faria (situado na ilha de Cotijuba), assim a Fbesp passou a executar a Política Nacional do Bem-Estar Social do Menor de 1964.
Mas a Fbesp não atendia exclusivamente o menor abandonado ou delinquente, também o gerontino e os vulneráveis economicamente. Na educação, a então fundação apresentou além do ensino formal, atividades que desenvolviam de habilidades práticas e de socialização.
As FEBEM (Fundação Estadual para o Bem Estar do Menor) foram extintas no Brasil baseado na Constituição Federal (art. 227) e na criação do Estatuto da Criança-Adolescente, fechando também a FBESP no Pará, que foi então substituída pela Funcap em 22 de dezembro de 1993 (lei 5 789-1993) vinculada à Secretaria de Estado de Trabalho e Promoção Social (SETEPS), para executar a política de assistência social e proteção especial.
Em 1995, iniciou-se debates para que a Funcap atendesse exclusivamente adolescentes na socioeducação, mas ainda em 2002 esta fundação era o único órgão público do estado a possuir locais para atender crianças (faixa etária de 0 a 6 anos) em situação de risco. Apenas em 2009 parou de atender crianças , e a FUNCAP foi vinculada à Secretaria Especial de Estado de Proteção Social (SEEPS).
Em 2011, com a reestruturação do governo estadual, a fundação teve a nomenclatura modificada para Fasepa (lei 7 543-2011) sendo vinculada à Secretaria Especial de Estado de Proteção e Desenvolvimento Social, e a missão de coordenar e também executar a política de atendimento socioeducativo no Pará.

## Medidas socioeducativas
São medidas aplicadas com finalidade pedagógica em adolescentes e jovens que cometem atos infracionais (menores de idades infratores), tendo natureza jurídica sancionatória e retributiva, buscando inibir a reincidência.

## Estatuto da criança e do adolescente
O Estatuto da Criança e do Adolescente (ECA, lei 8 069 de 1990), é um conjunto de normas jurídicas brasileiras, com objetivo de proteção integral da criança e do adolescente, aplicando medidas e encaminhamentos. É inspirado na Constituição Federal de 1988.

## Unidade de atendimento
A Unidade de Atendimento Socioeducativo (acrônimo UASE), são locais educacionais especiais, que compõem as Fundações do ramo protetivo, que buscam à reinserção do infrator infanto-juvenil que esta privado de liberdade, ao meio familiar e comunitário e seu aprimoramento profissional e intelectivo através das medidas socioeducativas.
As unidades socioeducativas estão presentes nos seguintes municípios paraenses: Belém, distrito de Icoaraci, Ananindeua, Benevides, Marabá e, Santarém.